# Красный Латыш
Кра́сный Латы́ш — деревня в Тосненском городском поселении Тосненского района Ленинградской области.

## История

План деревни Красный Латыш. 1937 год

Согласно топографической карте 1937 года деревня называлась Красный Латыш и насчитывала 20 крестьянских дворов.
Согласно карте генштаба РККА 1942 года на месте современной деревни располагался колхоз Крупской.
В Тосненском районе существовали компактные латышские поселения и латышский совхоз «Красный Латыш», который работал до 80-х годов XX века.
Посёлок Красный Латыш учитывается областными административными данными в Рябовском сельсовете Тосненского района с 1 января 1946 года.
В 1958 году население посёлка составляло 224 человек.
По данным 1966 года деревня Красный Латыш находилась в составе Рябовского сельсовета.
По данным 1973 и 1990 годов деревня Красный Латыш находилась в подчинении Рябовского поссовета.
В 1997 году в деревне Красный Латыш Рябовского поссовета проживали 73 человека.
В 2002 году в деревне Красный Латыш Ушакинской волости проживали 53 человека (русские — 96 %).
В 2007 году в деревне Красный Латыш Тосненского ГП — 41 человек.

## География
Деревня расположена в центральной части района на автодороге 41К-828 (подъезд к дер. Красный Латыш), к востоку от федеральной автодороги М10 (E 95) «Россия».
Расстояние до административного центра поселения — 20 км.
Расстояние до ближайшей железнодорожной платформы Георгиевская — 2 км.

## Демография
| 2007 | 2010 | 2017 |
| ---- | ---- | ---- |
| 41   | ↗44  | ↗53  |